# Ernst Jacobi (attore)
Ernst Jacobi (Berlino, 11 luglio 1933 – Vienna, 23 giugno 2022) è stato un attore e doppiatore tedesco.

## Carriera
Attore attivo principalmente in campo televisivo  e teatrale, tra cinema e - soprattutto - televisione, ha partecipato ad oltre un centinaio di differenti produzioni a partire dalla metà degli anni cinquanta, lavorando in vari film TV. Tra i suoi ruoli principali, figurano, tra gli altri, quelli nei film TV Nachruf auf Jürgen Trahnke (1962), Michael Kramer  (1965), Kubinke (1966), ecc.
Come doppiatore, ha prestato la propria voce ad attori quali Nick Adams, Sean Barrett, Burt Brinckerhoff, John Davis Chandler, Michael Chow, Micky Curtise, John Derek, Bobby Driscoll, Edward Faulkner, Farley Granger, Christopher Lloyd, Morton Lowry, Michael Moriarty, Kenji Sahara, Tommy Sands, Dean Stockwell, Ben Wright, ecc.

## Filmografia parziale

### Cinema
- Spielbank-Affäre (1957)
- Il diavolo che uccide così? (1959)
- Asfalto nero (1961)
- Heute gehn wir bummeln (1961)
- Il tamburo di latta (1979)
- Germania pallida madre (Deutschland, bleiche Mutter), regia Helma Sanders-Brahms (1980)
- Erfolg (1991)
- Je m'appelle Victor (1993)
- Hamsun, regia di Jan Troell (1996)

### Televisione
- Eskapade - film TV (1954) - ruolo: Daventry
- Die glücklichen Tage - film TV (1954)
- Of und der Mond - film TV (1956)
- Möwen über Sorrent - film TV (1956)
- Der Prozeß Mary Dugan - film TV (1960) - James Madison
- Nachruf auf Jürgen Trahnke - film TV (1962) - Jürgen Trahnke
- Der stumme Diener - film TV (1963)
- Karl Sand - film TV (1964)
- Michael Kramer - film TV (1965) - Arnold Kramer
- Kubinke - film TV (1966) - Emil Kubinke
- Thérèse Raquin - film TV (1966)
- Mathilde Möhring - film TV (1968) - Hugo Grossmann
- Affäre Dreyfuss - miniserie TV (1968)
- Graf Öderland - film TV (1968)
- Einfach sterben... - film TV (1971)
- Tatort - serie TV, 3 episodi (1972-1985) - ruoli vari
- Bauern, Bonzen und Bomben - miniserie TV (1973)
- L'ispettore Derrick - serie TV, ep. 02x06, regia di Franz-Peter Wirth (1975) - Gottfried Ehring
- Tadellöser & Wolff - miniserie TV (1975)
- Das Leben des schizophrenen Dichters Alexander März - film TV (1975) - Alexander März
- Der Hofmeister - film TV (1976)
- Die Geburtstagsfeier - film TV (1978)
- Sommergäste - film TV (1981)
- Krimistunde - serie TV, 1 episodio (1981)
- Frau Jenny Treibel - film TV (1982)
- L'ispettore Derrick - serie TV, ep. 14x02, regia di Helmuth Ashley (1987) - Dott. Soest
- Die Bertinis - miniserie TV (1988)
- Il treno di Lenin - film TV (1988)
- Ede und das Kind - film TV (1988)
- L'ispettore Derrick - serie TV, ep. 15x08, regia di Helmuth Ashley (1988) - Dott. Lothar Lippert
- Der Bastard - miniserie TV (1989)
- Morlock - serie TV, 1 episodio (1993)
- Von Frau zu Frau: Die Sammlerin - film TV (1994) - Dott. Nesselhoff
- Einmal Macht und zurück - Engholms Fall - film TV (1994)
- L'ispettore Derrick - serie TV, ep. 21x12, regia di Alfred Weidenmann (1994) - Sasse Senior
- Tödliches Geld - film TV (1995)
- Hamsun - film TV (1996) - Adolf Hitler
- Amiche nemiche - serie TV, 1 episodio (1997)
- L'ispettore Derrick - serie TV, ep. 24x10, regia di Helmuth Ashley (1997) - Johann von Landinius
- Café Meineid - serie TV, 1 episodio (1998)
- Il commissario Köster/Il commissario Kress - serie TV, 3 episodi (1998-2005) - ruoli vari
- Tödliche Schatten - film TV (1999)
- All'ombra del passato (Ein Mann gibt nicht auf) - film TV (2000)
- Soko 5113 - serie TV, 1 episodio (2001)
- Hannas Baby - film TV (2002) - Prof. Graefe
- Familie Sonnenfeld - serie TV, 1 episodio (2005)
- Neue Freunde, neues Glück - film TV (2005)
- Mörder in Weiß - Der Tod lauert im OP - film TV (2005) - Prof. Winkler
- Papa und Mama - miniserie TV (2006)
- Potere e passione - serie TV, 1 episodio (2009)
- Masserberg - film TV (2010)

## Premi e riconoscimenti
- 1997: Nomination al Leone d'Oro agli RTL Awards come miglior attore non protagonista per l'episodio della serie TV Anwalt Abel intitolato "Das schmutzige Dutzend"[6]